# Stanley (série télévisée d'animation)
Stanley est une série télévisée d'animation américaine en 65 épisodes de 22 minutes créée par Jim Jinkins et David Campbell, produite par Cartoon Pizza diffusée entre le 15 septembre 2001 et le 26 novembre 2004 sur Playhouse Disney.
Elle a été diffusée en France sur Playhouse Disney, en Belgique sur Club RTL, au Canada en 2002 sur Family et au Québec à partir du 2 septembre 2003 dans le bloc Vrak Junior. et à partir du 5 juillet 2010 au 29 septembre 2013 sur Playhouse Disney Télé/Disney Junior

## Distribution

### Voix originales
- Jessica D. Stone : Stanley Griff
- Charles Shaughnessy : Denis (le poisson rouge)
- Rene Mujica : Harry (le chien)
- David Landsberg : Mark Griff
- Ari Meyers : Joyce Griff
- Shawn Pyfrom : Lionel Griff
- Hynden Walch : Elsie (le chat)
- Khylan Jones : Mimi et Marcie
- Philece Sampler : Lester Goldberg
- Candi Milo : Mme Diaz
- Wallace Shawn : M. Goldberg
- Didi Conn : Mme Goldberg
- Megan Taylor Harvey : Samantha
- Lucy Hagan : Max

### Voix françaises
- Gwenaël Sommier : Stanley
- Jean-François Kopf : Denis
- Jean-Claude Donda : Harry
- Marie-Charlotte Leclaire : Elsie
- Manon Prigent : Marcie
- Manon Azem : Mimi
- Sophie Arthuys : Lester, Mme Diaz
- Catherine Cyler : la mère de Stanley
- Hervé Rey : Lionel

Version française
- - Studio : Dubbing Brothers
  - Direction artistique : Magali Barney (dialogues), Georges Costa (chansons)
  - Adaptation : Nadine Delanoë